# ناکاتسو هیمه
ناکاتسو هیمه (انگلیسی: Nakatsuhime؛ همچنین با نام ناکاتسو-هیمه نو میکوتو نیز شناخته می‌شود، است. یکی از امپراتریس‌های ژاپن شخصیتی در اسطوره‌شناسی ژاپنی که همسر امپراتور اوجین و مادر امپراتور نینتوکو بود.